# Nemotelus heptapotamicus
Nemotelus heptapotamicus är en tvåvingeart som beskrevs av Pleske 1937. Nemotelus heptapotamicus ingår i släktet Nemotelus och familjen vapenflugor. Inga underarter finns listade i Catalogue of Life.